# Ogdoconta
Ogdoconta là một chi bướm đêm thuộc họ Noctuidae.

## Loài
- Ogdoconta altura Barnes, 1904
- Ogdoconta cinereola (Guenée, 1852)
- Ogdoconta moreno Barnes, 1907
- Ogdoconta sexta Barnes & McDunnough, 1913
- Ogdoconta tacna (Barnes, 1904)

## Hình ảnh

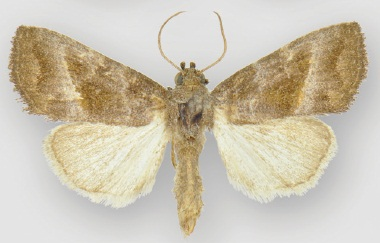
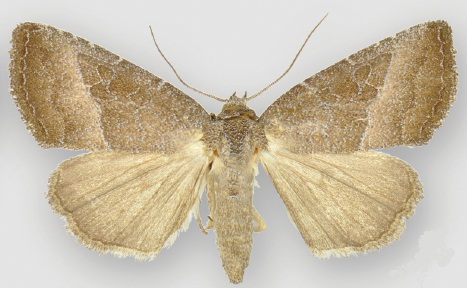
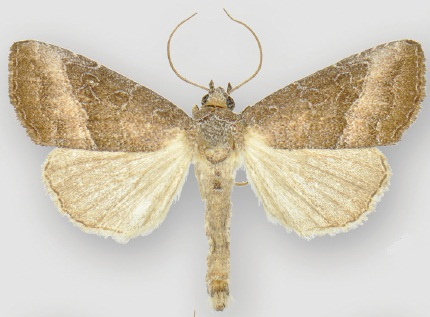
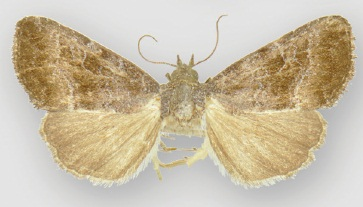